# Matějovec (Jarošov nad Nežárkou)
Matějovec (německy Mottaschlag) je malá vesnice, část obce Jarošov nad Nežárkou v okrese Jindřichův Hradec v Jihočeském kraji. Nachází se asi jeden kilometr jižně od Jarošova nad Nežárkou. Matějovec leží v katastrálním území Matějovec nad Nežárkou o rozloze 1,77 km².

## Historie
První písemná zmínka o vesnici pochází z roku 1459.

## Obyvatelstvo
| Rok            | 1869 | 1880 | 1890 | 1900 | 1910 | 1921 | 1930 | 1950 | 1961 | 1970 | 1980 | 1991 | 2001 | 2011 | 2021 |
| -------------- | ---- | ---- | ---- | ---- | ---- | ---- | ---- | ---- | ---- | ---- | ---- | ---- | ---- | ---- | ---- |
| Počet obyvatel | 67   | 55   | 58   | 62   | 68   | 65   | 62   | 44   | 42   | 40   | 22   | 19   | 20   | 18   | 25   |
| Počet domů     | 8    | 8    | 8    | 8    | 8    | 8    | 10   | 10   | 11   | 11   | 10   | 12   | 12   | 12   | 12   |

## Galerie

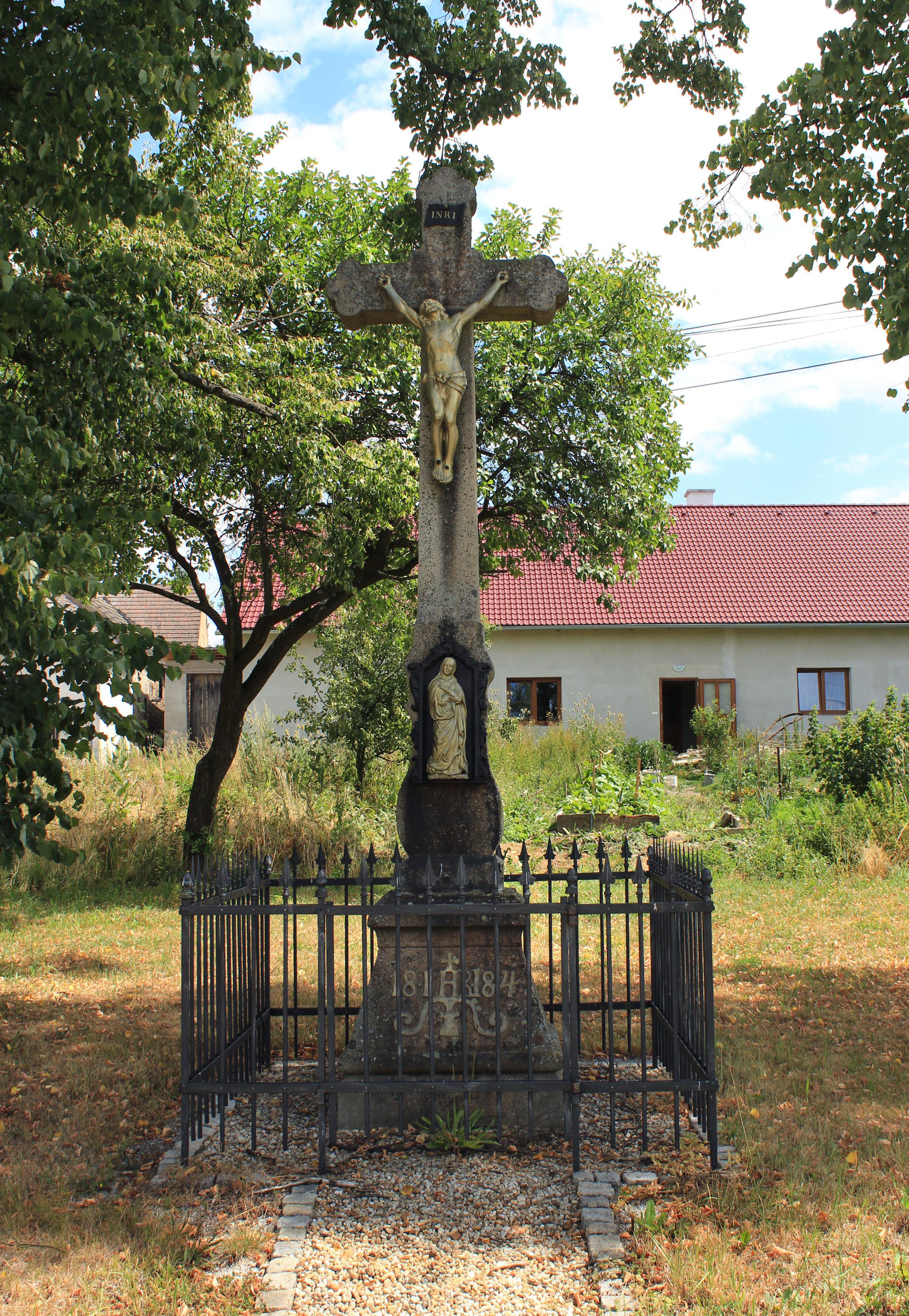
Křížek na návsi
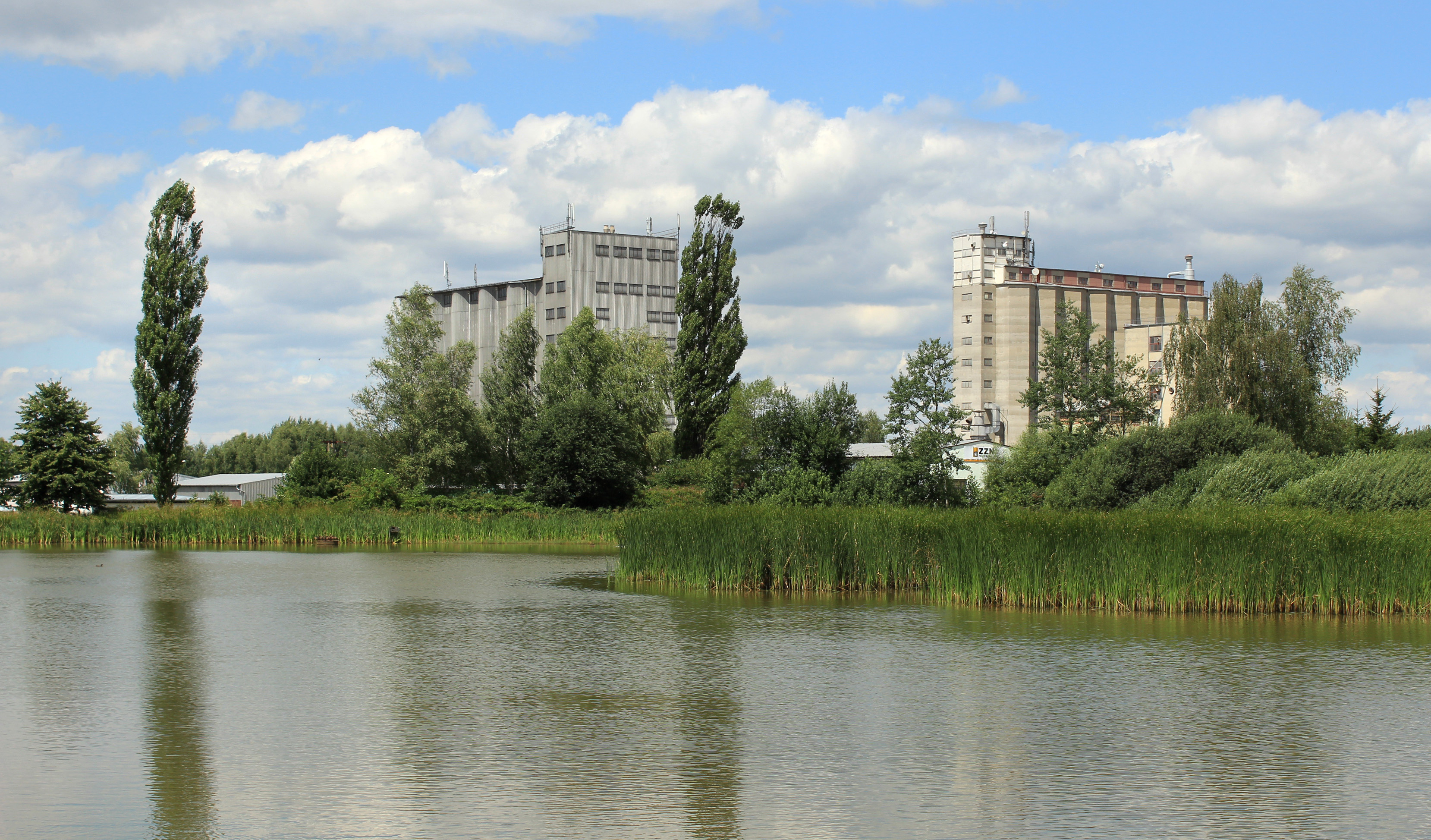
Rybník Horní Matějovec se sily v pozadí
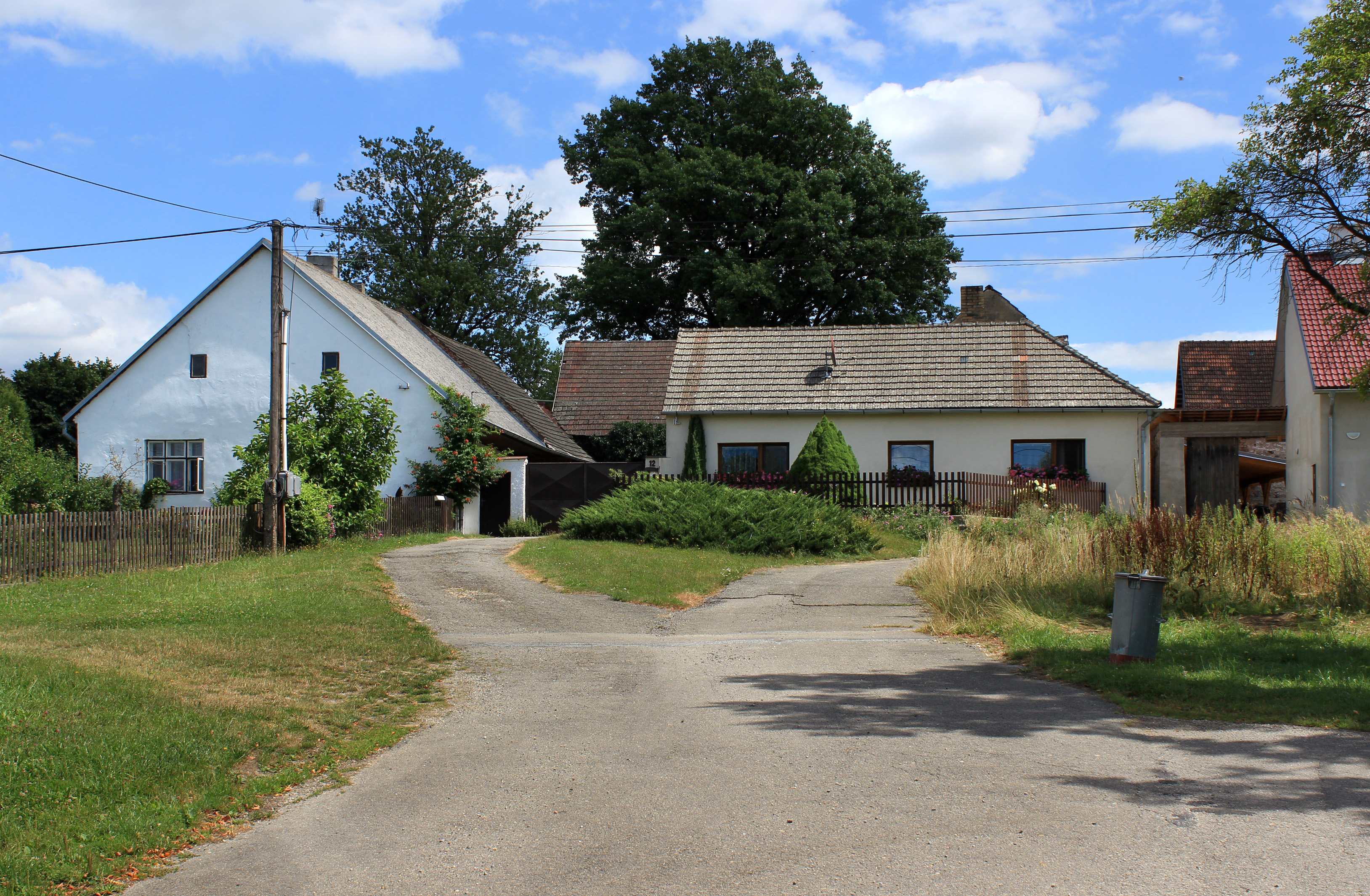
Malá náves